# Lucas Bernardi
Lucas Ademar Bernardi (Rosario, 27 settembre 1977) è un allenatore di calcio ed ex calciatore argentino di origini italiane, di ruolo centrocampista.
Ha militato anche nell'Olympique Marsiglia e nel Monaco, squadra in cui ha disputato anche la finale di UEFA Champions League 2003-2004.

## Palmarès
- Coppa di Lega francese: 1

Monaco: 2002-2003
- Campionato argentino: 1

Newell's: 2012-2013 (C)